# San Martino del Lago
San Martino del Lago (San Martén in dialetto cremonese) è un comune italiano di 372 abitanti della provincia di Cremona in Lombardia.

## Società

### Evoluzione demografica
Abitanti censiti

## Geografia antropica
Il territorio comunale comprende il capoluogo e la frazione di Cà de' Soresini.

## Infrastrutture e trasporti
Tra il 1888 e il 1954 San Martino del Lago era servita da una fermata della tranvia Cremona-Casalmaggiore, gestita in ultimo dalla società Tramvie Provinciali Cremonesi.

## Sport
Nel territorio comunale, presso Cà de' Soresini, sorge dal 2011 il Cremona Circuit, pista per competizioni motoristiche.